# Gonzalo Pérez Iribarren
Gonzalo Pérez Iribarren (Carmelo, 26 de junio de 1936 - Montevideo, 27 de agosto de 1998) fue un matemático y estadístico uruguayo.

## Biografía
Además de cultivar la literatura, la pintura, y ser un gran aficionado de la fotografía, tenía una fuerte vocación por la aplicación de la matemática en las ciencias naturales. Es así que entre sus contribuciones se encuentra su actividad pionera en el estudio de los caudales de los grandes ríos uruguayos (el río Uruguay y el río Negro), que dieron origen al descubrimiento de la incidencia del fenómeno de El Niño en el clima del Uruguay.
Otra contribución relevante de Gonzalo Pérez se verificó durante el retorno a la democracia en el Uruguay, luego de la dictadura cívico-militar. En 1985 asume la dirección del Instituto de Matemática y Estadística, haciéndole retomar las mejores tradiciones científicas, instauradas desde su fundación por Rafael Laguardia. Es así que durante ese período coordina el retorno al país de un número importante de matemáticos uruguayos que habían tenido que exilarse en distintos países del mundo. Fue factor clave de la formación de la nueva generación de matemáticos en el país, la generación postdictadura.
Fallecido prematuramente, la comunidad matemática uruguaya realizó en 2003, a los cinco años de su desaparición, el Primer Encuentro Nacional de Jóvenes Matemáticos y Estadísticos.
En recuerdo de Gonzalo Pérez Iribarren.